# سیارک ۶۹۰۶
سیارک ۶۹۰۶ (به انگلیسی: 6906 Johnmills، نامگذاری:1990WC) شش هزار و نهصد و ششمین سیارک کشف شده‌است که در ۱۹ نوامبر ۱۹۹۰ کشف شد.